# Kiwa
Genre
Kiwa est un genre de crustacés de la famille des Kiwaidae découvert en 2006 et qui regroupe des galathées dites « crabes yétis » vivant dans les abysses. Elles possèdent des pilosités sur les pattes antérieures dans lesquelles elles élèvent des bactéries desquelles elles se nourrissent. Afin de pouvoir cultiver ces bactéries, les espèces de ce genre exécutent une danse décrite comme « comique » par ses découvreurs,.

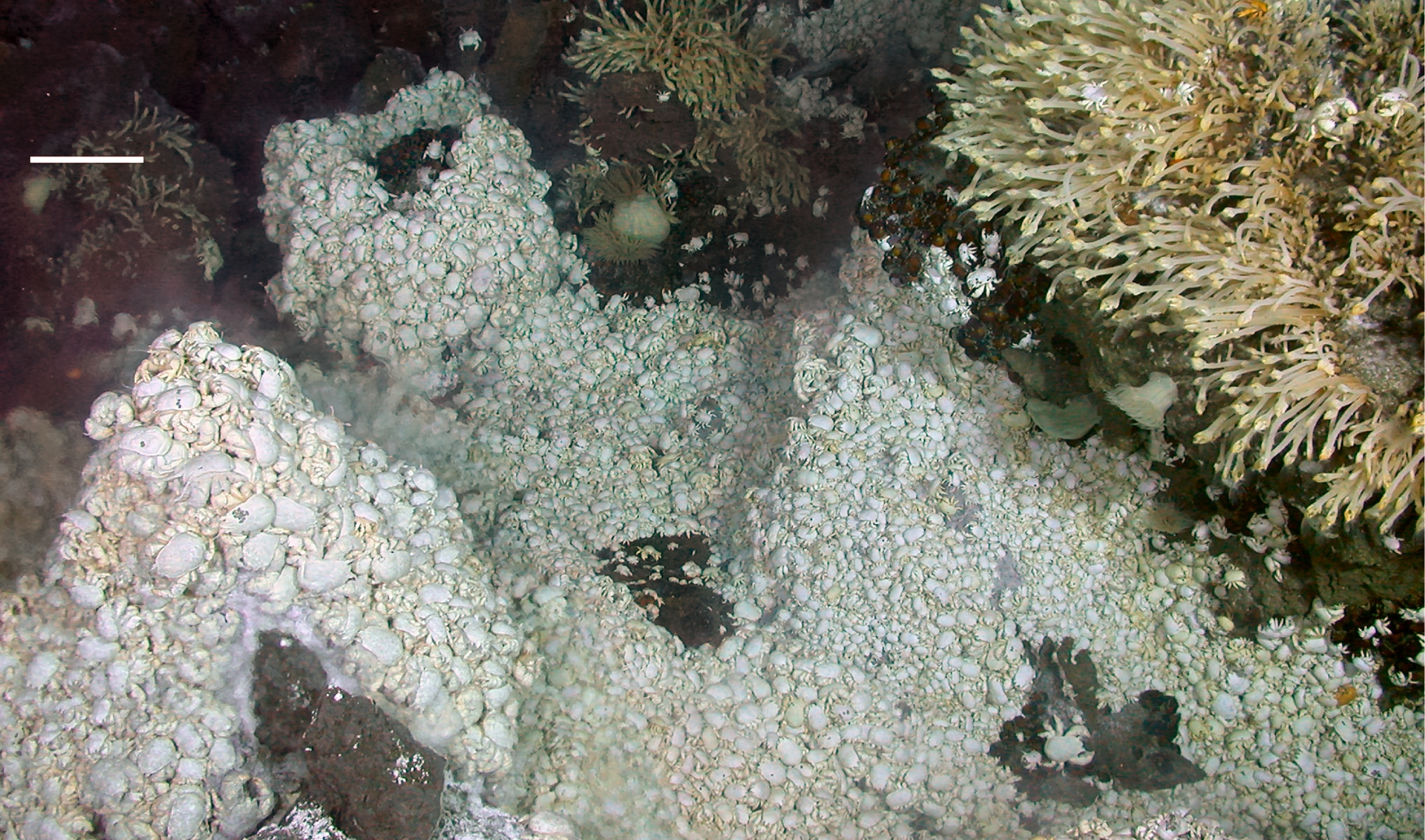
Amoncellement de Kiwa tyleri aux abords de cheminées hydrothermales à 2397 m de profondeur, dans l'océan glacial Antarctique.

Ce genre comporte trois espèces, :
- Kiwa hirsuta, des fumeurs noirs du Pacifique
- Kiwa puravida, des suintements froids au large du Costa Rica, et
- Kiwa tyleri, vivant également dans les fumeurs noirs, seule espèce connue en Antarctique, et qui présente la particularité de former d'importantes colonies[6].

Une quatrième espèce, non encore décrite, morphologiquement proche de Kiwa tyleri, a été observée à proximité des dorsales de l'océan Indien

## Dans la culture populaire
- le Pokémon Crabominable est inspiré des galathées yéti[réf. souhaitée].